# 立久恵峡

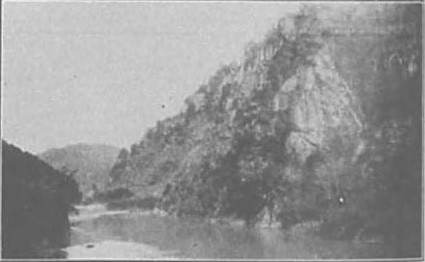
立久恵

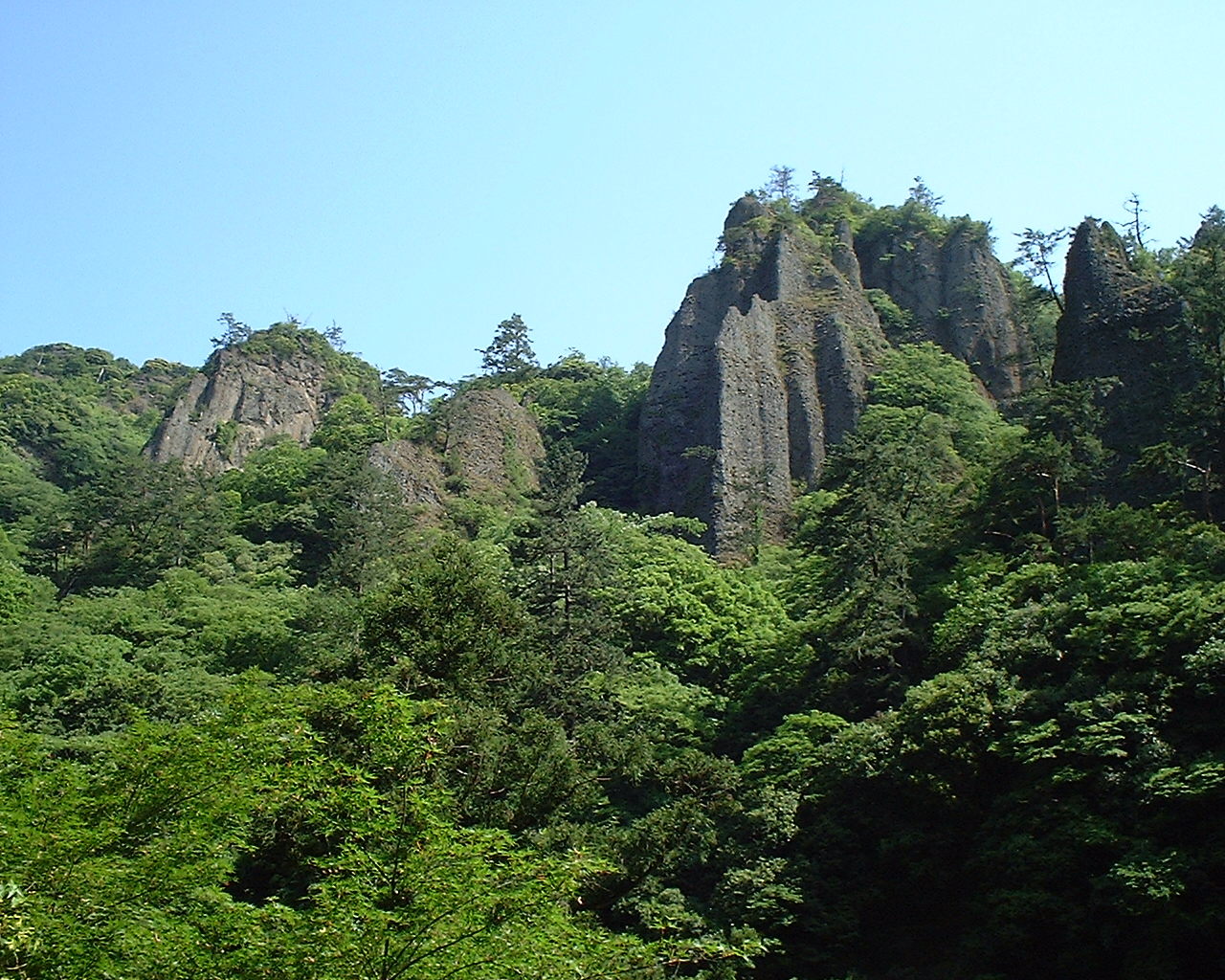
屏風岩

立久恵峡（たちくえきょう）は島根県出雲市の南部、神戸川（かんどがわ）上流2キロメートルに亘る峡谷。国の名勝および天然記念物に「立久恵」の名称で指定されている。また、周辺は立久恵峡県立自然公園となっている。

## 概要
出雲市駅から南に約10kmに位置する、神戸川沿いにある約2kmにわたる峡谷である。このうち約1kmにわたって奇岩石柱がみられ、神戸川左岸側には浸食作用で形成された比高差で50メートルほどの絶壁がみられる。その独特の景観から「山陰の耶馬渓」の異名を持つ景勝地となっている。
名所に屏風岩、天狗岩、神亀岩、天柱峯、袈裟掛岩、烏帽子岩、猿岩、ろうそく岩、天然大仏像などがある。
「立久恵」の由来について確固とした説はないが、杙（杭、くい）が立ち並ぶような景観から「立杙（タチクイ）」と名付けられ音が転訛したものと考えられている。1927年（昭和2年）に国の名勝及び天然記念物、1964年（昭和39年）に県立公園に指定された。
古くは真言系の亀渕山飛光寺があったとされるが、宝暦4年（1754年）の『神戸郡萬指出帳』では無住の寺で浄土宗の阿弥陀寺持ちとなっているとされており詳細は分かっていない。天柱峯の岩柱の麓には1919年（大正8年）に開かれた立久恵山霊光寺がある。また、付近に立久恵峡温泉がある。

## 水害と復旧
2006年7月、豪雨による水害で立久恵峡は大きな被害に遭った。キャンプ場施設であった「わかあゆの里」は壊滅的な被害に遭い撤去され、立久恵峡ユースホステルは廃止された。周辺の3つの橋も被害に遭ったが、現在はともに架け替えられ、峡谷の遊歩道に立ち入れるようになっている。2008年7月に豪雨災害復旧工事が完了し、周辺の観光・宿泊に関しては、以前の状態に戻っている。2011年5月1日に新生「わかあゆの里」がオープンした。約3haに、キャンプサイト約50サイト、オートキャンプ場10サイト、研修施設の管理棟、多目的広場などがあり、無料駐車場（普通車68台、バス6台、身障者用6台）も完備されている。

## 所在地
島根県出雲市乙立町。

## 交通アクセス
- JR出雲市駅から一畑バスで30分、「立久恵峡」下車、徒歩すぐ。
  - かつて一畑電気鉄道立久恵線（非電化）という鉄道路線が近くまで伸びていたが、災害でダメージを受け1964年に休止して復活しないまま翌年1965年に廃線になってしまった。廃線跡は国道184号上り線（出雲市街地方面）になっている。